# (1959) Karbyshev
(1959) Karbyshev (1972 NB) – planetoida z pasa głównego asteroid okrążająca Słońce w ciągu 3,53 lat w średniej odległości 2,32 j.a. Odkryta 14 lipca 1972 roku, nazwana na cześć gen. Dmitrija Karbyszewa, Bohatera Związku Radzieckiego